# Quinemurus inflatus
Quinemurus inflatus är en insektsart som först beskrevs av Luisa Eugenia Navas 1926.  Quinemurus inflatus ingår i släktet Quinemurus och familjen myrlejonsländor. Inga underarter finns listade i Catalogue of Life.